# ریشک‌ماهی کور کنگو
ریشک‌ماهی کور کنگو (نام علمی: Caecobarbus geertsii) نام یک گونه از تیره کپورماهیان است.